# ONE DAY (KUWATA BANDの曲)
「ONE DAY」（ワン・デイ）は、KUWATA BANDの楽曲。自身の4作目のシングルとして、タイシタレーベルから7インチレコードで1986年11月5日に発売された。
1993年6月27日に8cmCDとして、2001年6月25日には12cmCDで再発売している。また、2016年2月26日にはダウンロード配信、2019年12月20日にはストリーミング配信を開始した。

## 背景
1年限定で活動を決めたKUWATA BANDにとって最後のシングル作品。前回同時発売された「スキップ・ビート (SKIPPED BEAT)」「MERRY X'MAS IN SUMMER」からちょうど4か月ぶりに発売された。

## 収録曲
- 収録時間：6:44[4]

1. ONE DAY (4:01)
（作詞・作曲：桑田佳祐 / 編曲：KUWATA BAND）
ミディアムスローのバラード曲[3]。
2. 雨を見たかい (HAVE YOU EVER SEEN THE RAIN) (2:43)
（作詞・作曲：John Cameron Fogerty / 編曲：KUWATA BAND）
サザンオールスターズのメンバー出演のTDK CMソング[注 1]。
1970年にクリーデンス・クリアウォーター・リバイバルが発表した楽曲のカバー。

## 参加ミュージシャン
- 桑田佳祐:Vocal, Guitar
- 今野多久郎:Percussions, Vocal
- 小島良喜:Keyboards, Vocal
- 琢磨仁:Bass, Vocal
- 河内淳一:Guitar, Vocal
- 松田弘:Drums, Vocal
- 大谷幸:Keyboards
- 美久月千晴:Bass
- 古川貴司:Synthesizer & Computer Operation
- 藤井丈司:Synthesizer & Computer Operation

## カバー
ONE DAY
2003年：平井堅 - カバーアルバム『Ken's Bar』に収録。

## 収録アルバム
| 曲名                                       | 作品名              | 備考                     |
| ------------------------------------------ | ------------------- | ------------------------ |
| ONE DAY                                    | ROCK CONCERT        | ライブバージョンで収録。 |
| ONE DAY                                    | フロム イエスタデイ | 桑田佳祐ソロ名義の作品。 |
| ONE DAY                                    | TOP OF THE POPS     | 桑田佳祐ソロ名義の作品。 |
| 雨を見たかい (HAVE YOU EVER SEEN THE RAIN) | アルバム未収録      |                          |

## ミュージック・ビデオ収録作品
| 曲名    | 作品名 |
| ------- | ------ |
| ONE DAY | 未収録 |
| PAY ME  | 未収録 |